# 土田駅
土田駅（つちだえき）は、かつて滋賀県犬上郡多賀町土田にあった近江鉄道多賀線の駅（廃駅）である。

## 概要
1914年（大正3年）3月8日近江鉄道多賀線開業と同時に開設。1943年（昭和18年）10月太平洋戦争戦局悪化のために不要不急駅として営業休止となった。終戦後も駅は再開予定がたっていたものの、10年後の1953年（昭和28年）10月に廃駅となった。多賀線は高宮 - 多賀（当時の駅名。現：多賀大社前駅）を結ぶ2.5 kmの短い路線で、土田駅の廃止後は中間駅がなかったが、2008年（平成20年）3月15日、高宮 - 多賀大社前間にスクリーン駅が開業し、同区間に54年5か月ぶりの中間駅ができた。ただし土田駅とは駅の位置が異なっている（土田駅よりも1.1 km高宮駅寄り）。
廃駅後は駅舎・プラットホームともに撤去され、当時の面影は留めていない。跡地は土田南交差点の南西の位置で、線路沿いにある排水溝が駅の跡地を回り込む形で線路脇が広くなっている。現在は踏切の地上設備の設置に使用されている。

## 歴史
- 1914年（大正3年）3月8日：近江鉄道多賀線開業と同時に当駅が開業する。
- 1943年（昭和18年）10月：太平洋戦争戦局悪化のため、営業休止となる[1]。
- 1953年（昭和28年）10月：廃止[1]。

## 駅構造
単式ホーム1面1線を有する地上駅であり、駅舎を併設していた。

## 駅周辺
田畑が広がる所にあり、駅跡地の北側に集落がある。南へ抜けるとライスセンターを経て、犬上大橋（犬上川に架かる橋）に至る。その対岸を滋賀県道543号高宮北落線が通る。多賀線の列車は東隣の多賀駅（現：多賀大社前駅）との間で名神高速道路と立体交差する。
- JA東びわこ多賀ライスセンター[2]
- キリンビール滋賀工場 - キリンビバレッジ滋賀工場を併設[3]。
- 近江和装
- 専行寺[4]
- 正福寺[5]
- 飯盛木（） - 男木（南側）と女木（北側）から成る、ケヤキの大木[6]。
- 滋賀県道224号多賀高宮線
- 滋賀県道330号甲良多賀線
- 湖国バス「土田」停留所 - 滋賀県道224号線沿い

## 隣の駅（当時）
近江鉄道
多賀線
高宮駅 - 土田駅 - 多賀駅